# Topobea acuminata
Topobea acuminata är en tvåhjärtbladig växtart som beskrevs av John Julius Wurdack. Topobea acuminata ingår i släktet Topobea och familjen Melastomataceae.
Artens utbredningsområde är Ecuador. Inga underarter finns listade i Catalogue of Life.